# آن أبوت
آن أبوت (بالإنجليزية: Anne Abbott)‏ هي مؤلفة لعب ‏ أمريكية، ولدت في 10 أبريل 1808، وتوفيت في 1 يونيو 1908 في كامبريدج في الولايات المتحدة.